# コイ・デトマー
コイ・デトマー（Koy Detmer 1973年7月5日 - ）はテキサス州サンアントニオ出身のアメリカンフットボール選手。NFLのフィラデルフィア・イーグルスに1997年から2006年まで所属した。ポジションはクォーターバック。兄のタイ・デトマーもNFLでプレーしたQBである。
コロラド大学ではコーデル・スチュワートに次ぐ大学歴代2位の5,390ヤードを投げている。
1997年のNFLドラフト7巡目で当時兄が所属していたフィラデルフィア・イーグルスから指名されて入団した。同一チームに兄弟QBが所属するのはNFL史上初のことであった。2年目の1998年には8試合に出場、そのうち先発出場した5試合では1勝4敗の成績を残した。キャリアの大部分はドノバン・マクナブの控えQB、デビッド・エイカーズのキックの際のホールダーとして過ごしている。
2002年の第12週のサンフランシスコ・フォーティナイナーズ戦では負傷したドノバン・マクナブに代わり先発し、パス22本中18本を成功、227ヤードを獲得、2TDパスを投げてランでも1TDをあげたが、左肘を脱臼し負傷退場している。
2003年シーズンのカロライナ・パンサーズとのNFCチャンピオンシップゲームでは肋骨を痛めたドノバン・マクナブに代わり第4Qから出場したが逆転はできず第38回スーパーボウル出場は果たせなかった。
2004年シーズン最終戦のシンシナティ・ベンガルズ戦で先発出場したが敗れている。
2005年、ワシントン・レッドスキンズとのシーズン最終戦では第4Qにファンブルし、これをリカバーしたショーン・テイラーにリターンTDを決められた。
2006年8月にイーグルスがA・J・フィーリーを控えQBに、パンターのダーク・ジョンソンをキックのホールダーとした後、解雇された。2007年1月2日、イーグルスと再契約を果たした。
2007年11月6日、タバリス・ジャクソン、ケリー・ホルコムが負傷したミネソタ・バイキングスにブルックス・ボリンジャーの控えとして加入した。バイキングスのヘッドコーチ、ブラッド・チルドレスはかつてイーグルスのオフェンスコーディネーターを務めていた。しかしホルコムの負傷が回復し、試合出場が可能となったため、11月10日チームから解雇された。
10シーズンでパス354回中184回成功（成功率52.0%）、1,944ヤードを獲得、5タッチダウン、10インターセプトの成績を残した。
現役を引退後は父親がヘッドコーチを務める高校のアシスタントコーチを務めている。